# Moritzhöfen

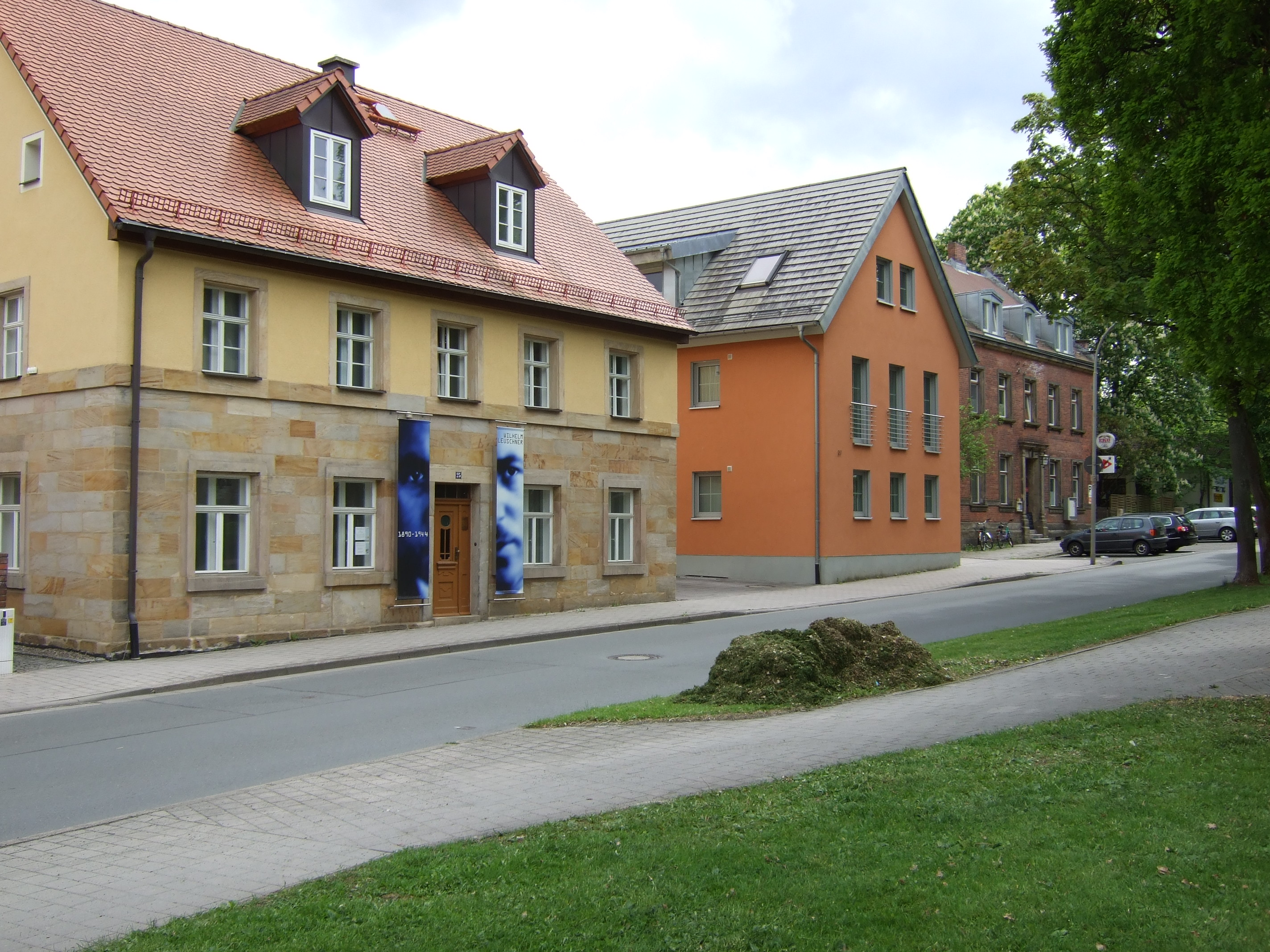
Straße Moritzhöfen mit dem Geburtshaus Wilhelm Leuschners (links) und dem „Plectrum“ (rechts)

Moritzhöfen ist der Name eines Ortsteils der Stadt Bayreuth.

## Lage

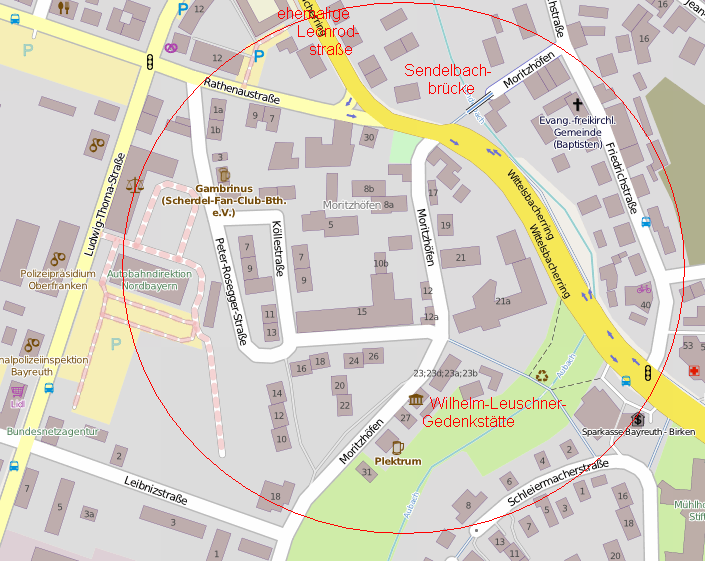
Plan von Moritzhöfen

Die Moritzhöfen – der Name wird meist im weiblichen Singular gebraucht – liegt am südlichen Rand der historischen Innenstadt. Sie grenzt an den Ortsteil Birken, den Röhrenseepark und das Kasernenviertel. Historische Achse des Ortsteils ist die gleichnamige Straße Moritzhöfen. Tiefster Punkt ist die Senke des Sendelbachs, von wo aus das Gelände in südlicher Richtung allmählich, nach Westen hin etwas stärker ansteigt. Zweites Fließgewässer ist der vom Röhrensee kommende Aubach, der seit dem Bau des Wittelsbacherrings unterirdisch in den Sendelbach mündet.
Historisch gehören Anwesen an der Friedrichstraße und der Jean-Paul-Straße (frühere Schrollengasse), die heute zur Innenstadt gerechnet werden, zur Moritzhöfen.

## Name
Eine Urkunde aus dem Jahr 1398 führt den damaligen Namen „Marolczhofe“ auf mar-halta zurück, was Moor-Holz bedeutet. Die zeitweise auftretende Form „Moratzhöfen“ könnte mit dem Morast der sumpfigen Gegend um die Aubachmündung zu tun haben.
Das Erste Stadtbuch von 1463 nennt den kleinen Vorort „Maroltzhoven“. Allgemein gilt heute als Erklärung, dass der ursprüngliche Besitzer eines dortigen Hofes mit Vornamen Marold oder Marolt hieß. Dieser altdeutsche Name war im Bayreuther Raum bereits im 15. Jahrhundert nicht mehr gebräuchlich. So entwickelten sich der Name „Moratzhof“ und die 1554 belegte Bezeichnung „Morizhof“.

## Geschichte

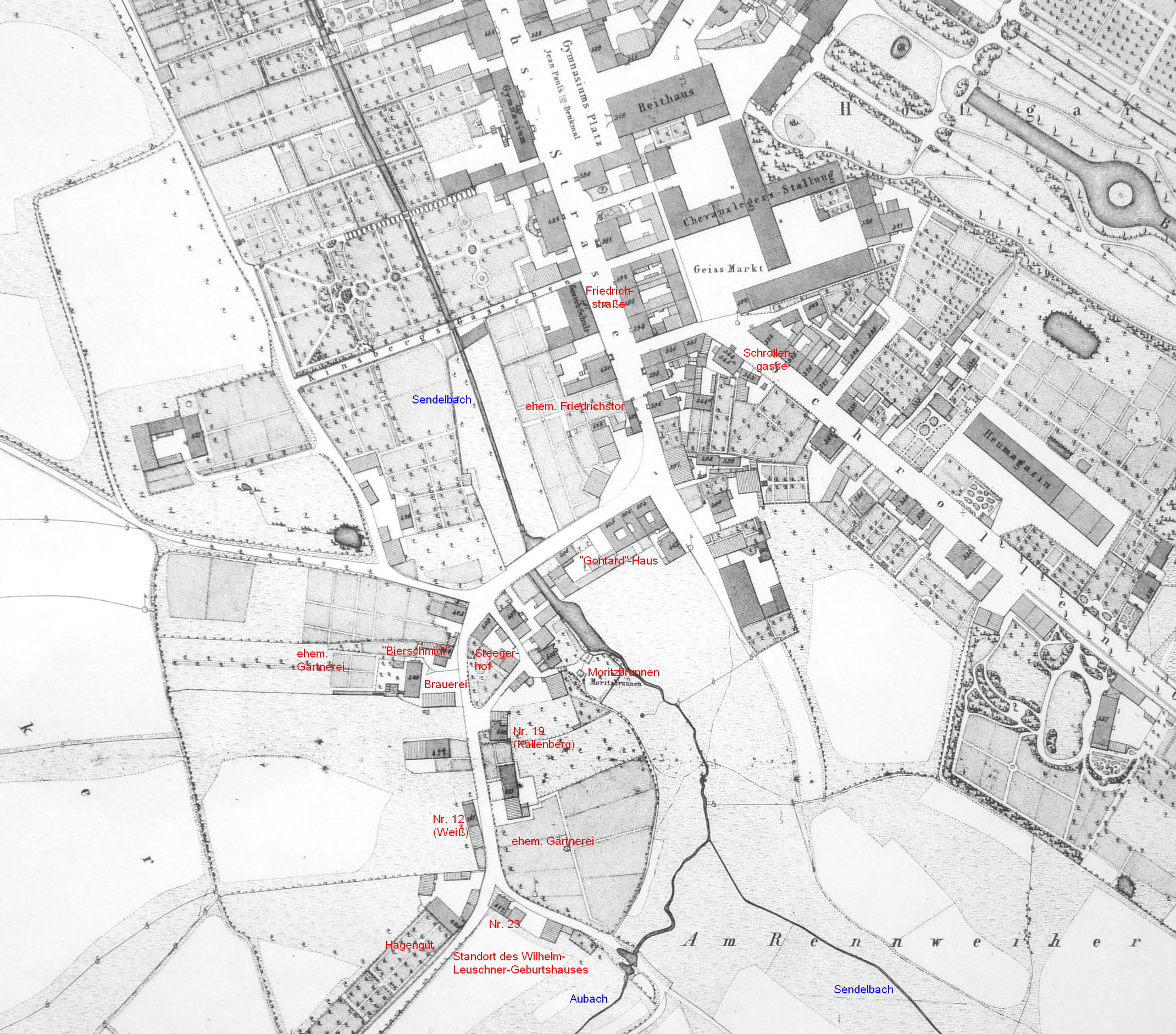
Karte von 1854

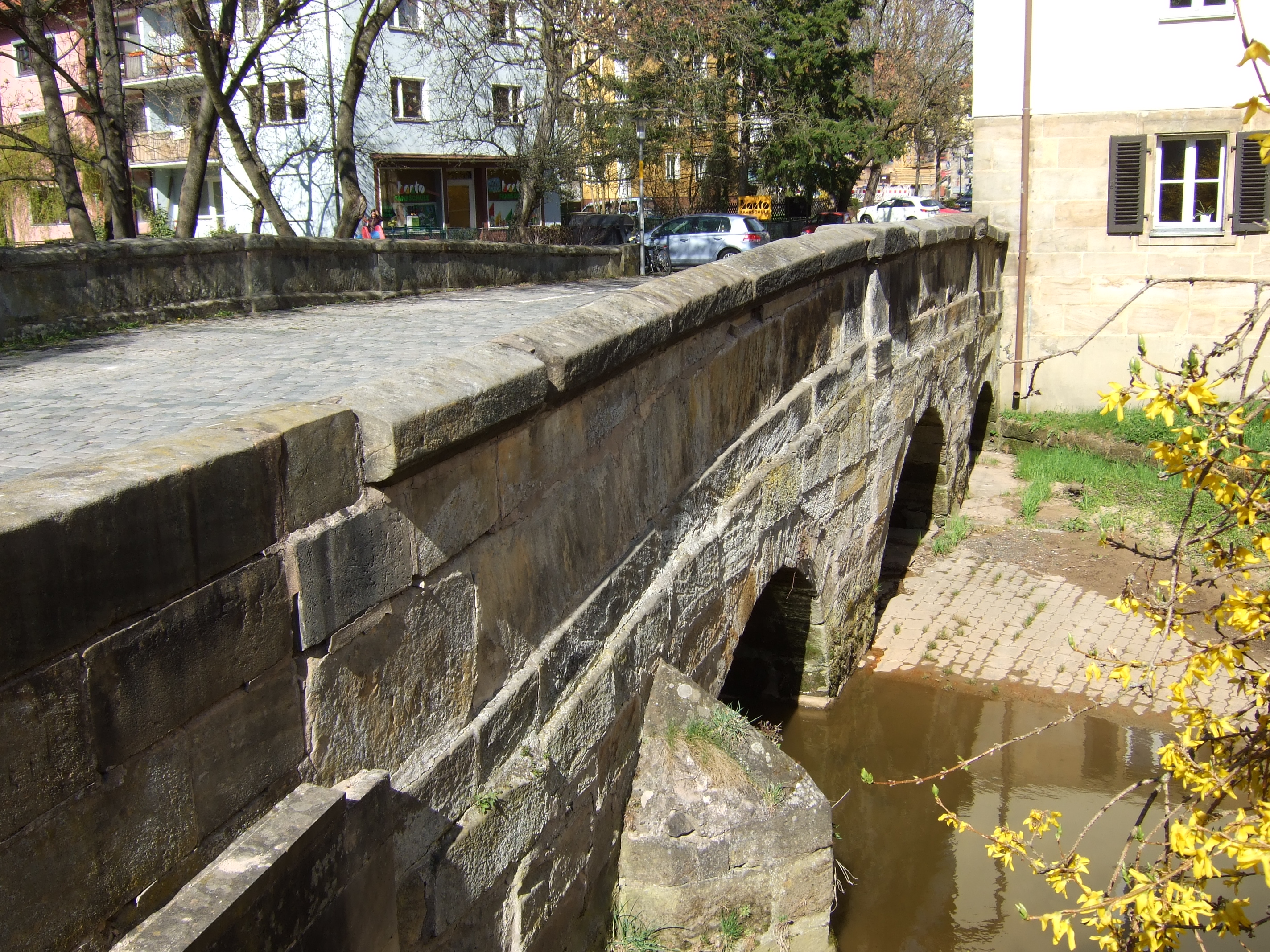
Sendelbachbrücke, rechts das „Gontard-Haus“

Der Zeitpunkt der Gründung des Weilers ist nicht bekannt. Einer der ersten bekannten Eigentümer war Götz von Blassenberg, der ab 1485 zehn Jahre lang mit der Stadt Bayreuth um den Besitz stritt. 1495 erhielt er von Markgraf Friedrich II. die Moritzhöfe als Mannlehen zurück.
Während der Belegerung der Stadt durch Graf Heinrich Reuß von Plauen im Jahr 1553 brannten die Bewohner ihre eigenen Häuser nieder, um den Feinden den Rückhalt zu nehmen. Auch der Dreißigjährige Krieg zog den kleinen Ort vor den Mauern der Stadt in Mitleidenschaft. Markgraf Friedrich III. erweiterte den Ring der Stadtmauer, so dass die Moritzhöfen ab 1730 nahe dem „Neuen Thor“ und von 1752 bis zu dessen Abriss 1851 unmittelbar vor dem „Friedrichs-Thor“ lag. Anders als beim kurzlebigen Vorgänger handelte es sich bei Letzterem aber nicht um ein Stadttor im engeren Sinn, auch war die Stadtmauer nicht bis dorthin verlängert worden.
Aus dem Jahr 1794 sind 21 Wohnhäuser und 18 weitere Gebäude in der Moritzhöfen überliefert. Die Einwohner waren „Mit-Bürger“ der Stadt und in deren Kirche „eingepfarrt“. Obwohl sie keine eigene Kirche hatten, feierten die Möritzhöfer jahrzehntelang jeweils im August ihre Kärwa (Kirchweih).

## Beschreibung

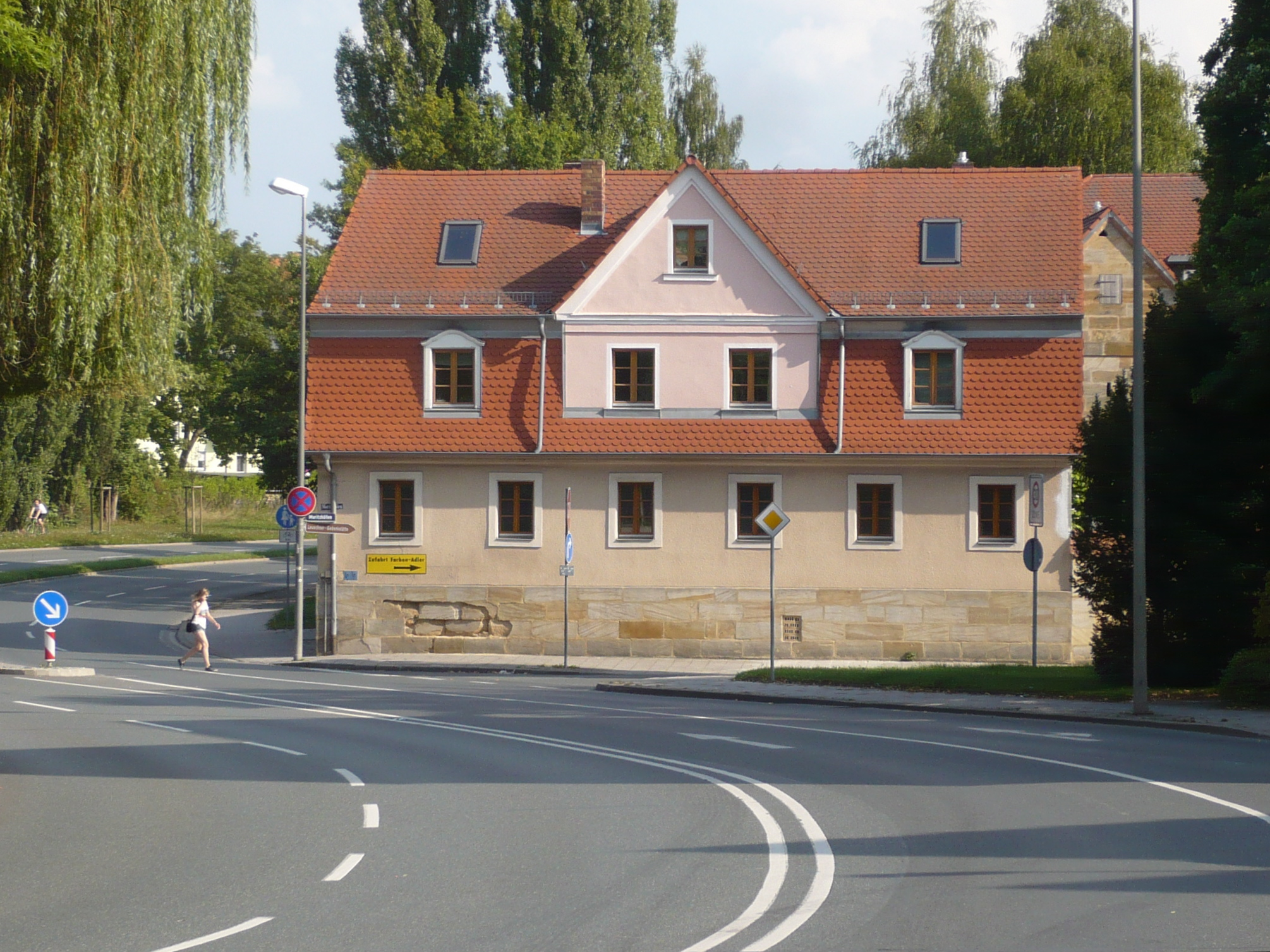
Moritzhöfen 17 am Wittelsbacherring (2014)

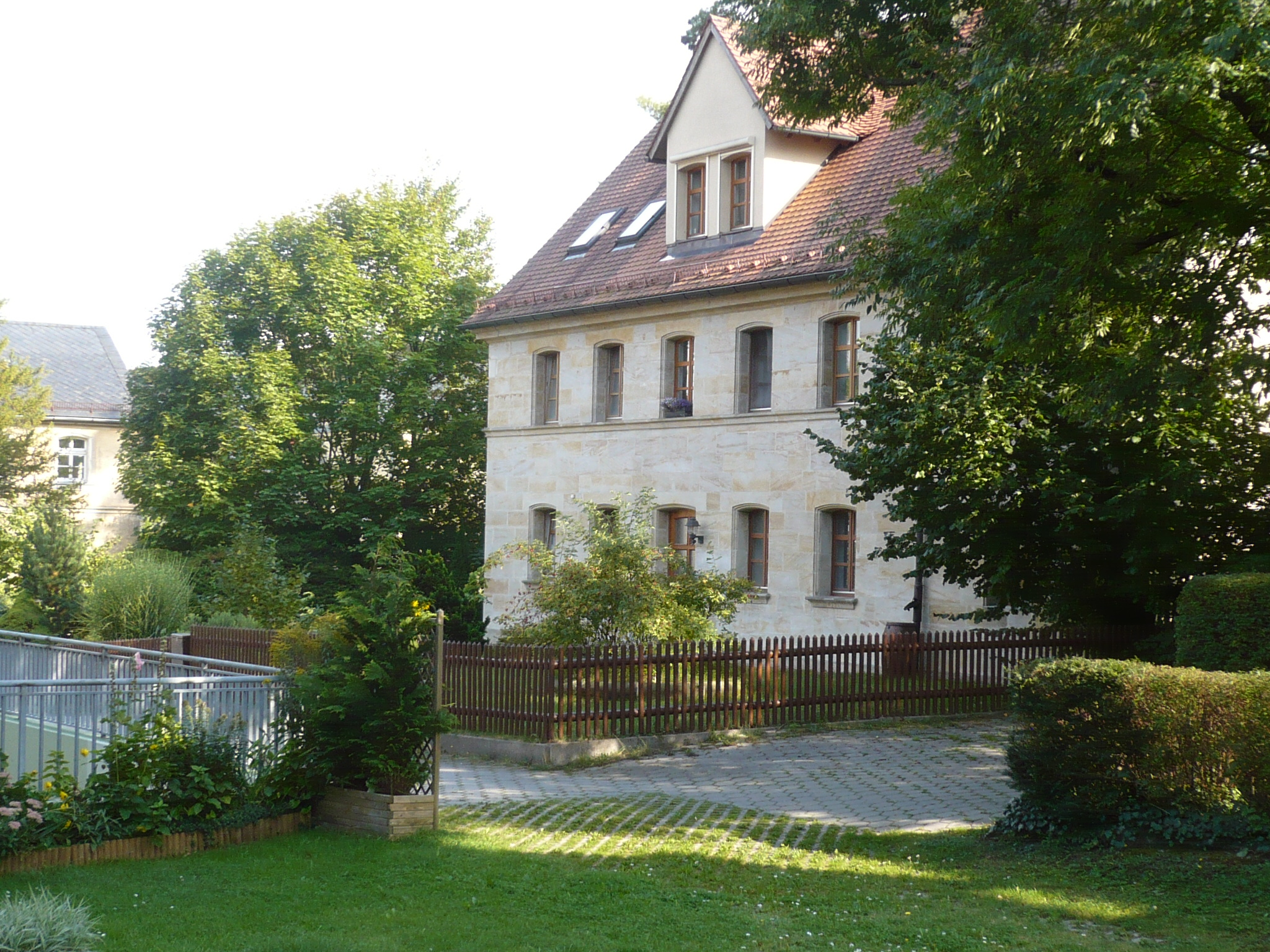
Moritzhöfen 10, im Hintergrund Moritzhöfen 19

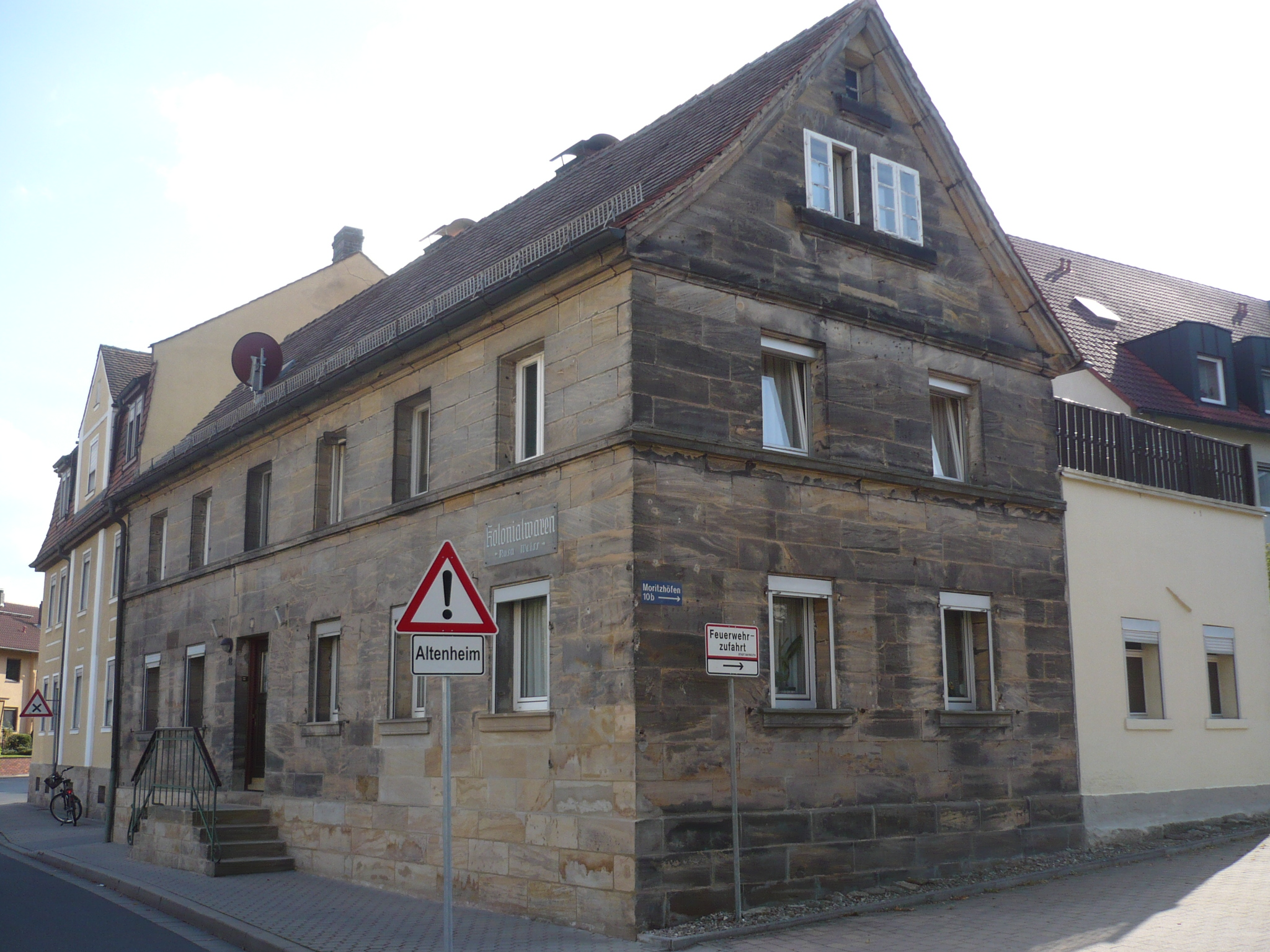
Moritzhöfen 12, einst Kolonialwarenhandel Rosa Weiß

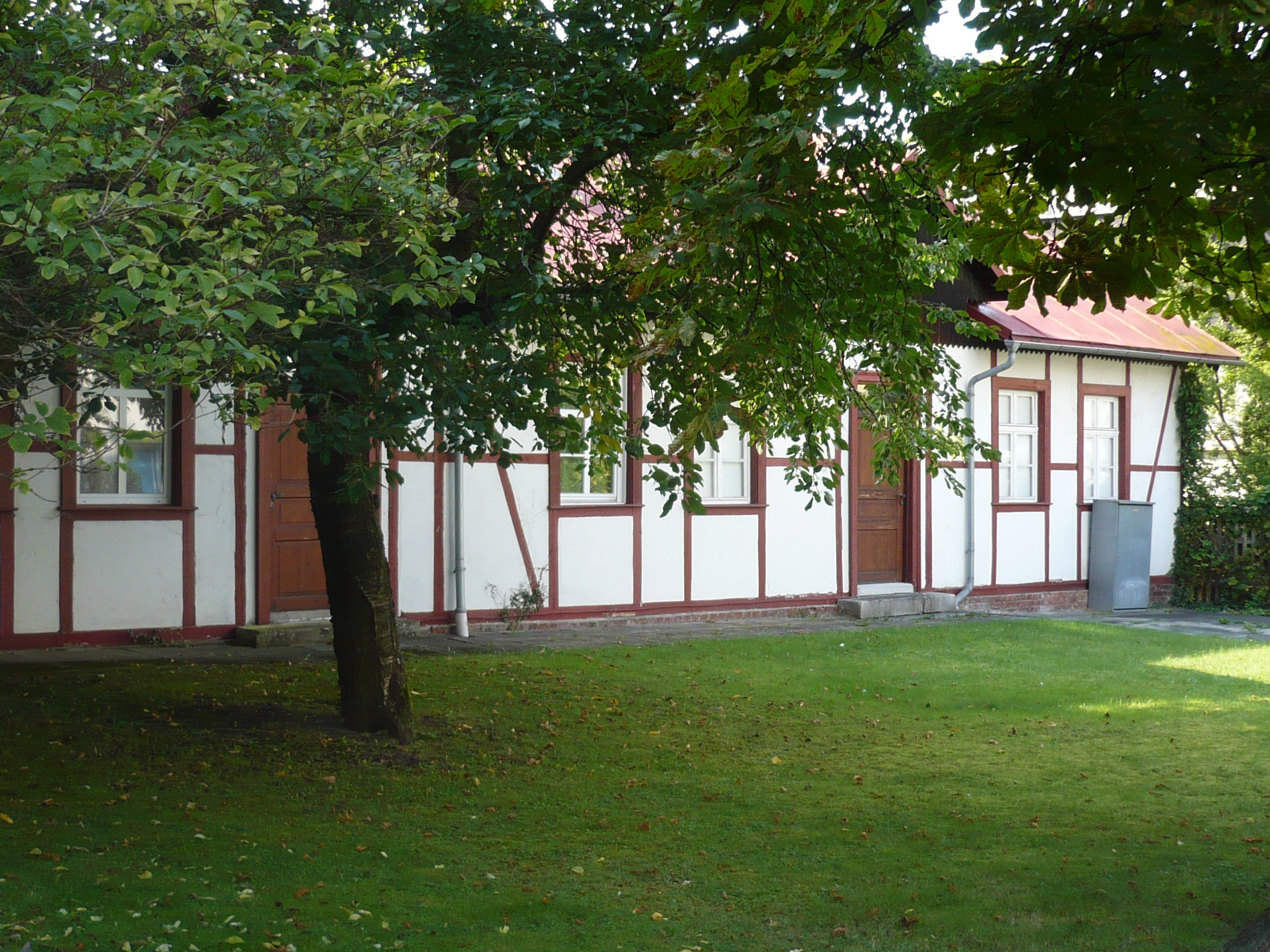
Schießhaus der „Schützengesellschaft Moritzhöfen“

Der kleinere Teil des Viertels liegt nördlich des Sendelbachs, wo die Straße Moritzhöfen von der Friedrichstraße abzweigt. Aufgrund ihrer Funktion als einzige in Richtung Süden abgehende Landstraße stand dort bis 1891 das Torwacht- und Pflasterzollhaus. Der Bergles-Seeser-Hof (Friedrichstraße 39) war bis zum Abriss im Jahr 2012 der älteste existierende Hof in Moritzhöfen. In der Friedrichstraße Nr. 24 befindet sich das Gemeindezentrum der Baptisten, das 1890 erworbene alte Gebäude wurde 1969 durch einen Neubau ersetzt.
Am Nordufer des Sendelbachs, direkt an der Brücke, steht mit dem Haus Moritzhöfen 7 ein von Carl von Gontard gebautes Haus, das allerdings umfassend verändert wurde. In seinem Rückgebäude war bis zum Ausgang des 19. Jahrhunderts eine Gerberei untergebracht.
Über den Sendelbach führte ein Holzsteg, der 1793 durch eine Sandsteinbrücke mit drei Durchlässen und Pflasterbelag ersetzt wurde. Bis 1975 floss dort der Verkehr zur Rathenaustraße in Richtung Bamberg. Nach dem Bau des Wittelsbacherrings wurde diese Durchfahrt für Kraftfahrzeuge geschlossen.
Im südlichen Abschnitt der Straße Moritzhöfen ist nur noch ein Teil der alten Bebauung erhalten geblieben. Nahe der Brücke zweigte eine schmale Stichstraße mit den Häusern Moritzhöfen 9 bis 11 1/2 ab. Dem Wasser des dort befindlichen Moritzbrunnens, auch „Herziges Brünnlein“ genannt, wurde Heilkraft nachgesagt. Nach dem Ausfall der städtischen Wasserversorgung gegen Ende des Zweiten Weltkriegs erlangte er besondere Bedeutung als einzige Wasserzapfstelle für die umliegenden Häuser. Dieses Ensemble wurde für den Bau des vierspurigen Wittelsbacherrings 1975/76 abgerissen. Stark umgestaltet wurde in diesem Zusammenhang auch die gegenüberliegende Einmündung der Rathenau- (Abriss des Anwesens Moritzhöfen 4) sowie der aufgelassenen Leonrodstraße.
Nach wie vor existiert das Anwesen Nr. 17 des Ende der 1950er Jahre verstorbenen Landwirts, Fuhrwerkbesitzers und Stadtteiloriginals Peter Steeger, gegenwärtig befindet sich darin ein Farbengeschäft. Im weiteren Verlauf der Straße fielen viele Gebäude der Spitzhacke zum Opfer, so die Häuser Nummer 6 (durch Neubau ersetzt), 8 (Gaststätte Schmidt) und 10 (Brauerei Schmidt, 1984 teilweise abgebrochen). Die Brautradition in der Moritzhöfen begann im frühen 19. Jahrhundert durch den Moritzhöfener vormaligen Webermeister Johann Adam Schmidt. Sie endete nach dem Ersten Weltkrieg, als Robert Schmidt die zuletzt als Moritzhöferbräu bezeichnete Brauerei stilllegte. Das alte Sudhaus diente noch bis Ende 1964 dem Fassbindermeister Fritz Schuhmann als Büttnerei. An der Sandsteinscheune der Brauerei befand sich ein weiterer öffentlicher Brunnen.
Die Gaststätte Schmidt („Bierschmidt“) mit Biergarten und Kegelbahn war auch bei Künstlern der Festspiele beliebt. Über den Ortsteil hinaus bekannt war das Lokal für die dort servierten Karpfen aus dem eigenen Bassin, den nahen Bächen und dem Röhrensee. 1926 errichtete hier die „Schützengesellschaft Moritzhöfen“ ihr Schießhaus, dessen Gebäude noch existiert.
Erhalten blieb auch das Sandsteinhaus Moritzhöfen 12, wo von 1935 bis 1986 die Kolonialwarenhändlerin Rosa Weiß ihre Waren feilbot. Ihr dort bis 1951 lebender Großvater Andreas Weiß war der letzte Bayreuther Postillon. Schräg gegenüber im Haus Nr. 19 wohnte mehr als 50 Jahre lang der Weltreisende, Schriftsteller und Urenkel Jean Pauls, Friedrich Kallenberg. Auch der Ziegelsteinbau Nr. 21, Wohnhaus einer ehemaligen Gärtnerei, ist noch vorhanden. Auf dem Gärtnereigelände befindet sich das katholische Senioren- und Pflegeheim Sankt Martin, das im Sommer 1969 mit 173 Plätzen eröffnet wurde.
Dort zweigen nach Westen die Peter-Rossegger-Straße und gegenüber ein Fußweg ab. Die Straße Moritzhöfen steigt in einer Biegung leicht an. Auf der Ostseite ist der landwirtschaftliche Betrieb Moritzhöfen 23 Neubauten gewichen. Im Haus Nr. 25 wurde 1890 Wilhelm Leuschner geboren, seit 2003 beherbergt es die Wilhelm-Leuschner-Gedenkstätte. Ebenfalls ein Altbau ist das Haus Nr. 29 mit der Kneipe „Plectrum“. Dort hatte Sieglinde Sammet, Bayreuths erste Berufsfotografin, ihr Atelier. Die 1898 geborene, unverheiratete und Motorrad fahrende Frau, die nicht dem Frauenbild der ab 1933 herrschenden Nationalsozialisten entsprach, nahm sich 1940 das Leben.
Im Haus Nr. 31 ist im ehemaligen Sportheim des VfR Bayreuth das unabhängige Kinder- und Elternzentrum „Mama Mia“ entstanden, auf der darunterliegenden Auwiese wurde von 1960 bis Mitte der 1980er Jahre Fußball gespielt. Das gegenüberliegende Terrain wurde Ende der 1960er Jahre mit Mietshäusern neu bebaut. Bis April 1967 stand dort mit dem Hagengut das Haus des „ersten rechtskundigen Bürgermeisters von Bayreuth“ Erhard Hagen von Hagenfels, in dessen Garten der zeitgleich zerstörte „Dichterpavillon“ Jean Pauls stand.
Die nach Westen hin ansteigende Rathenaustraße trug von 1899 bis 1937 den Namen Kasern(en)straße und gehört ab der Kreuzung mit der Ludwig-Thoma-Straße zum angrenzenden Kasernenviertel. Von ihr zweigt die Peter-Rossegger-Straße ab, die nach einem rechtwinkligen Knick zur Straße Moritzhöfen führt und deren nördlicher Abschnitt zunächst Köllestraße hieß. Sie grenzt unmittelbar an einen Kasernenbereich, der nach 1945 von den US-Streitkräften genutzt wurde, und wird nach einem dort ehemals ansässigen Restaurationsbetrieb auch „Gambrinusgässlein“ genannt.
Die heutige Köllestraße zweigt von der Peter-Rossegger-Straße ab und mündet anschließend wieder in sie. An der Stelle des Hochhauses Köllestraße 5 befand sich noch in den 1960er Jahren das winzige Wohnhaus eines Gärtnereibesitzers, dessen Betrieb bis zur Grenze des Anwesens „Bierschmidt“ reichte.

## Verkehr
Bis zum Bau des Wittelsbacherrings war die Straße Moritzhöfen Teil der Landstraße in Richtung Gesees und Pottenstein. Diese Funktion hat die parallel verlaufende Ludwig-Thoma-Straße übernommen. Bushaltestellen des öffentlichen Personennahverkehrs existieren nur in den angrenzenden Bereichen Birken und Kasernenviertel.